# Neunzig Minuten im Himmel
Neunzig Minuten im Himmel (englischer Originaltitel: 90 Minutes in Heaven) ist ein im Jahr 2004 in den U.S.A. erschienenes, christliches Buch, das von Don Piper und Cecil Murphey geschrieben wurde. Die deutsche Übersetzung von Jens Uhder erschien 2007 bei Gerth Medien. Das Buch dokumentiert die Todes- und Wiederauferstehungserfahrung des Autors im Jahr 1989. Neunzig Minuten im Himmel blieb über fünf Jahre auf der New York Times-Bestsellerliste und verkaufte sich über sechs Millionen Mal. Das Buch wurde auch in einem Langspielfilm adaptiert, der in den Kinos veröffentlicht wurde.

## Inhalt
Don Piper, seit 1985 ordinierter Pastor, stirbt am 18. Januar 1989, als ein riesiger Lastwagen in sein Auto rast. Piper beschreibt, dass er vom Dach seines Autos zerquetscht wurde, das Lenkrad seine Brust aufgespießt hatte und das Armaturenbrett auf seinen Beinen zerbrach. Während die Retter Don für tot erklären, den Leichnam mit einer Plane am Unfallort abdecken und ein Pastor für ihn betet, steigt seine Seele für 90 Minuten in den Himmel auf. Im Jenseits erlebt Don eine perfekte Welt voller Harmonie und Liebe, die er als erstaunlich und schön bezeichnet, unter anderem, seine Familienmitglieder wie seine Urgroßmutter wieder zu treffen und einem himmlischen Chor beizutreten. Dann kehrt Dons Seele in den Körper zurück, seine Lebensfunktionen beginnen wieder. Im Krankenhaus erlebt der Schwerverletzte ein Leben voller Einschränkungen und körperlicher Qualen, das im harten Kontrast zu den überirdischen Erfahrungen stand, die er im Jenseits erfuhr. Nun klammert Don sich im Glauben an Gott und hofft auf ein Leben nach dem Tod, das ihm besser erscheint, als ans Krankenbett gefesselt zu sein. Dons Frau Eva und die drei gemeinsamen Kinder helfen ihm, die Erfahrungen zu verarbeiten und ihn zurück ins Leben zu begleiten. Piper hat seine Geschichte 3000 Mal vor Live-Publikum erzählt, insgesamt mehr als 1,5 Millionen Menschen. Seine Geschichte erschien auch in zahlreichen Fernseh- und Radioprogrammen.

## Ausgaben
Original-Ausgabe
- Titel: "90 Minutes in Heaven"
- Erstveröffentlichung: 1. September 2004
- Autoren: Don Piper, Cecil Murphey
- Genre: Christliche Literatur
- Seitenanzahl: 208

Deutsche Ausgabe
- Erstveröffentlichung: 2007
- Autoren: Jens Uhder
- ISBN 978-3-96122-162-2